# Bratislavský region
Bratislavský region anebo v některých textech Bratislava a okolí je slovenský region a region cestovního ruchu.
Jako region cestovního ruchu zahrnuje:
- Okres Bratislava I
- Okres Bratislava II
- Okres Bratislava III
- Okres Bratislava IV
- Okres Bratislava V
- z okresu Malacky jen obce Borinka, Stupava a Marianka
- Okres Pezinok
- z okresu Senec celý okres kromě obcí Hamuliakovo a Kalinkovo